# 천황의 군대는 진군한다
천황의 군대는 진군한다(ゆきゆき 神軍, The Emperor's Naked Army Marches On)는 일본에서 제작된 하라 카즈오 감독의 1987년 다큐멘터리 영화이다.고바야시 사치코 등이 제작에 참여하였다.

## 출연
- 노무라 토시야

## 제작진
- 제작팀장: 모이요시 유노신
- 제작팀장: 이마무라 쇼헤이
- 촬영부: 다카무라 도시아키
- 조연출: 요스오카 도쿠지
- 음향: 구리바야시 도요히코